# Theatron

Afbeelding Grieks theater, met theatron aangegeven.

Een theatron (meervoud: theatra) is een 'tribune' van naar boven oplopende zitbanken in het Griekse, Romeinse en Byzantijnse theater gedurende de oudheid. De naam 'theatron' verwijst zowel naar de zitplaatsen als naar de personen die plaats namen op de stoelen. 

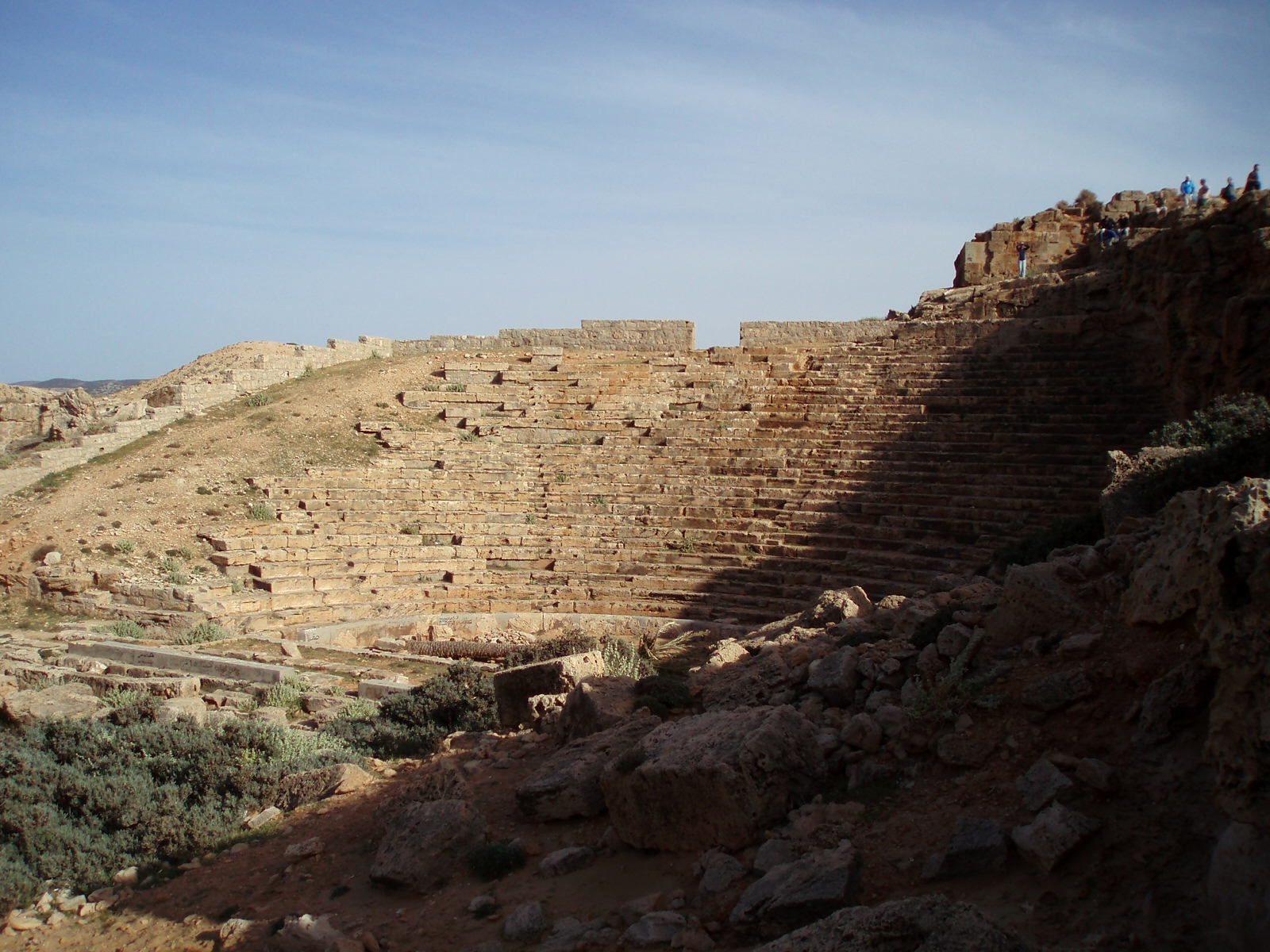
Grieks theater in Appollonia (Cyrenaica) met zichtbaar theatron.

De eerste Griekste theatra dateren uit de 6e en 5e eeuw v.Chr. en bestonden uit een theatron met houten zitbanken. Deze houten tribunes kregen de naam ‘ikria’. Later evolueerden deze naar marmer en steen. Het theatron wordt in sectoren verdeeld door verticale trappen en in doorsneden door één of meerdere omgangen.